# SFPark
SFpark — система управления парковками автотранспорта Сан-Франциско, действующая как на улицах, так и во дворах. 

## Суть программы
Вступившая в силу в апреле 2011 года программа использует «умные» паркоматы, устанавливающие цену в зависимости от местоположения, времени суток и дня недели, с целью сохранения около 15% свободных мест в любом конкретном квартале. Агентство городского транспорта Сан-Франциско запустило систему при финансовой поддержке Федерального управления шоссейных дорог (англ. Federal Highway Administration) для борьбы с заторами в центре города. SFpark — одна из нескольких таких систем в мире. Город Калгари, Канада, и Управление парковки Калгари со своей системой ParkPlus используют аналогичную модель ценообразования, основанную на спросе, с 2008 года[источник?].
Система нацелена на сокращение затрат времени и топлива водителями, ищущими открытое пространство. Использование парковки контролируется с помощью датчиков, встроенных в дорожное покрытие, а наличие мест и цены можно проверить через сайт SFpark.org, приложения для iPhone и Android, а также через мобильный телефон. Цены могут изменяться от минимума в 25 центов до максимума в 7 долларов в час в обычное время, доходя до 18 долларов в час в дни городских событий, таких как бейсбольные игры или уличные ярмарки (данные на апрель 2013 года). Кроме уличной парковки, в программе задействованы четырнадцать принадлежащих муниципалитету гаражей.
Эту концепцию рыночного переменного ценообразования, или «эффективной парковки» давно отстаивает исследователь транспорта Дональд Шуп, который сейчас является консультантом проекта.

## Промежуточные результаты
К декабрю 2012 года средние почасовые тарифы на парковку упали на 14 центов с 2,73 до 2,59 долларов, доходы SFMTA от штрафов за парковку упали с 45% до 20% от общего дохода от парковки, а 6% новых счетчиков взимали 25 центов в час.
Исследование, проведенное в марте 2014 года, показало, что SFpark достиг своей цели по заполняемости на 60–80%, а время на поиск парковки сократилось на 50%.
Экономическое исследование 2016 года выявило огромную положительную выгоду от проекта SFpark: изменения цен приводят больше кварталов в целевой диапазон заполняемости 60–80%, сокращая количество кварталов с очень высокой или очень низкой заполняемостью, а также, в целом, количество кварталов, не соответствующих целевым показателям заполняемости. В исследовании отмечается, что этот вывод не означает, что уровень занятости в каком-либо конкретном квартале является более стабильным, а скорее означает, что общая изменчивость уровня занятости кварталов в среднем снижается за счет гибкого ценового регулирования. Если люди смогут более надежно и быстро находить парковочные места (т. е. если целевые показатели заполняемости в целом достигаются чаще), то каждая поездка транспортного средства сможет уменьшиться на время поиска свободной парковки.

## Расширение программы
В начале 2018 года программа SFpark была расширена до 28 000 паркоматов во всем городе (на момент запуска их было 7 000). В будущем корректировка тарифов счетчиков будет распространяться на весь город.